# André-Marie Jerumanis
André-Marie Jerumanis (* 27. Mai 1956 in Löwen) ist ein belgischer römisch-katholischer Theologe.

## Leben
Er erwarb an der Katholieke Universiteit Leuven 1982 einen Abschluss in Medizin und das Bakkalaureat in der Philosophie (Leuven 1983). Er studierte Theologie in Leuven, Friborgo und Rom. Nach der Priesterweihe 1985 und der Promotion in Moraltheologie an der Pontificia Accademia Alfonsiana 1998 wurde er Mitglied der theologischen Forschungsgruppe Hypsosis der Pontificia Accademia Alfonsiana. Er ist Mitglied der Bioethikkommission und Vizepräsident der Theologischen Kommission der Schweizer Bischofskonferenz. Er ist Präsident des Bioethik-Ausschusses der Luganeser Klinik in Lugano. Er hat verschiedene Forschungen auf dem Gebiet der grundlegenden Moraltheologie über die Bedeutung der ästhetischen Dimension für das moralische Handeln und die christologische Dimension der Moral durchgeführt, wobei die Gedanken Hans Urs von Balthasar besonders berücksichtigt wurden.
Er lehrt als Professor für Moraltheologie an der Theologischen Fakultät Lugano, wo er Direktor des Hans Urs von Balthasar-Studienzentrums ist.

## Werke (Auswahl)
- als Herausgeber mit Antonio Tombolini: La missione teologica di Hans Urs von Balthasar. Atti del Simposio Internazionale di Teologia in Occasione del Centesimo Anniversario della Nascita di Hans Urs von Balthasar, Lugano 2–4 marzo 2005 (= Collana Balthasariana. Band 1). Eupress FTL, Lugano 2005, ISBN 88-88446-36-2.
- L’uomo splendore della Gloria di Dio. Estetica e morale (= Etica teologica oggi). EDB, Bologna 2005, ISBN 8810404890 (zugleich Dissertation, Lateranuniversität 1998).
- In Cristo, con Cristo, per Cristo. Manuale di teologia morale fondamentale. Lettura storico-sistematica (= Mistero e pensiero. Band 4). Edizioni Camilliane, Torino 2012, ISBN 888257153X.